# Rimetea

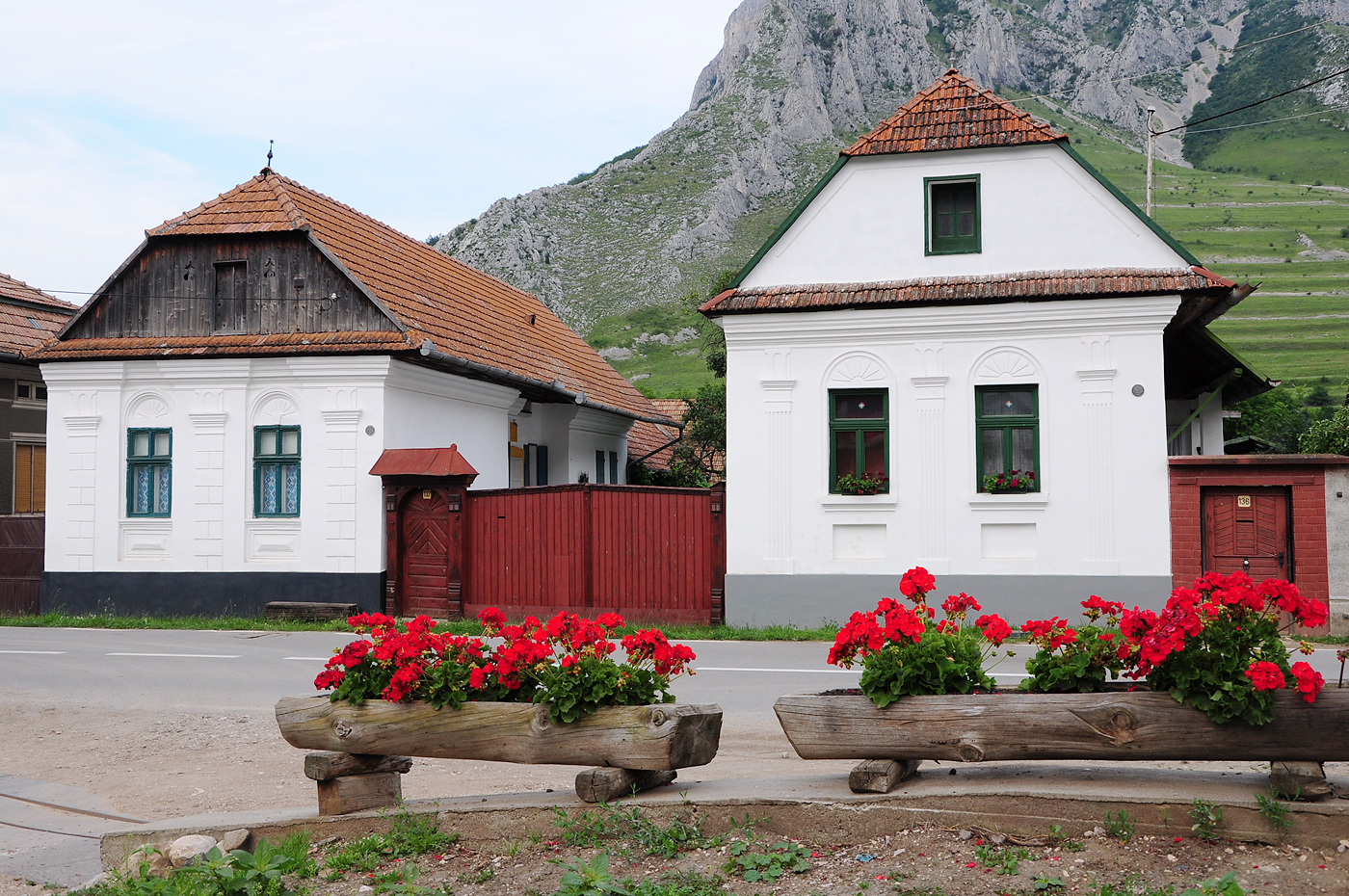
Dorpsbeeld Rimetea/Torockó

Rimetea (Duits: Eisenburg, Hongaars: Torockó) is een gemeente in Alba. Haar huidige naam kreeg de gemeente in de jaren ´50. Eerste heette de gemeente nog Trascau, alvorens de naam Rimetea werd ingevoerd door de Roemeense autoriteiten.
De gemeente ligt in de regio Transsylvanië, in het westen van Roemenië.
De gemeente is een Hongaarse enclave. Tijdens de volkstelling van 2011 had de gemeente 1089 inwoners waarvan 994 Hongaren (91%) en 93 Roemenen (8%).
Het dorp Torockó geldt als de meest westelijk gelegen Hongaarse Szekler-enclave. Het dorp is met behulp van het vijfde district van Boedapest opgeknapt en maakt deel uit van de Unesco werelderfgoedlijst.

## Geschiedenis
In 1257 wordt de naam Toroczko voor het eerst vermeld. Op de 1117 meter hoge berg Székelykő stond een burcht, tegenwoordig is hiervan nauwelijks iets terug te vinden. Op de plaats van het dorp was in de Romeinse tijd een Castrum gevestigd. De burcht werd in de 13e eeuw gebouwd door Ákos Toroczkai. In 1241 werden het dorp en de burcht door de Mongolen verwoest, de overlevende bevolking (Szeklers) kregen van de koning de restanten van de burcht in bezit. In 1285 was de burcht hersteld en bleef deze gespaard bij latere invallen van de Tataren. 
Door de vele invallen van Tataren en Koemanen was de Hongaarse-Szekler bevolking sterk gereduceerd en kwamen er naast hen Oostenrijkse kolonisten te wonen. In die tijd werd een zoutmijn geopend en werd Torockó een mijnwerkers stadje. De gemeente behoorde tot 1920 tot het comitaat Torda-Aranyos, daarna werd ze onderdeel van Roemenië.
In 1999 kreeg het dorp de Europa Nostra prijs voor het behoud van het cultureel erfgoed.

## Bevolking
De bevolking van de gemeente ontwikkelde zich als volgt:
Steden met gemeentestatus: Alba Iulia · Aiud · Blaj · Sebeș

Steden zonder gemeentestatus: Abrud · Baia de Arieș · Câmpeni · Cugir · Ocna Mureș · Teiuș · Zlatna

Gemeenten: Albac · Almaşu Mare · Arieșeni · Avram Iancu · Berghin · Bistra · Blandiana · Bucium · Câlnic · Cenade · Cergău · Ceru-Băcăinți · Cetatea de Baltă · Ciugud · Ciuruleasa · Crăciunelu de Jos · Cricău · Cut · Daia Română · Doștat · Fărău · Galda de Jos · Gârda de Sus · Gârbova · Hopârta · Horea · Ighiu · Întregalde · Jidvei · Livezile · Lupșa · Lopadea Nouă · Lunca Mureșului · Meteș · Mihalț · Mirăslău · Mogoș · Noșlac · Ocoliș · Ohaba · Pianu · Poiana Vadului · Ponor · Poșaga · Rădești · Râmeț · Rimetea · Roșia de Secaș · Roșia Montană · Sălciua · Săliștea · Sâncel · Săsciori · Sântimbru · Scărișoara · Stremț · Șibot · Sohodol · Șpring · Șugag · Șona · Unirea · Vadu Moților · Valea Lungă · Vidra · Vințu de Jos